# Institut des hautes études du ministère de l'Intérieur
L'Institut des hautes études du ministère de l’Intérieur (IHEMI), créé par arrêté du 3 septembre 2020 du ministre de l'Intérieur, est un service à compétence nationale rattaché au Secrétariat général du ministère de l’Intérieur qui propose des formations destinées aux hauts responsables des secteurs public et privé.
Il a pour mission d'assurer une formation commune aux cadres dirigeants civils et militaires des ministères de l'Intérieur, de la Justice, des Armées et des autres administrations ainsi que du secteur privé ; il réalise des programmes d'études et des produits de formation sur les questions de sécurité intérieure, de justice, d'intelligence économique et de gestion des crises. Certaines de ses formations sont ouvertes aux étudiants et jeunes professionnels (sessions régionales jeunes). Il forme notamment à la gestion de crise les sous-préfets et leurs collaborateurs, les préfets et les procureurs, les élèves de l'École nationale d'administration et de l'Institut national du service public. Il réunit régulièrement les membres du corps préfectoral dans des journées d'études et de réflexion à Paris.
Il a aussi pour mission de renforcer la coopération entre le ministère de l'Intérieur et le monde académique et universitaire, notamment sur les questions de prospective en vue d’identifier de grandes ruptures possibles à 10, 15 ou 20 ans, pouvant intéresser les forces de l'ordre. Il conduit des recherches en propre, notamment dans le domaine de la radicalisation (avec l'animation du Conseil de prévention de la radicalisation), de l'économie de la drogue ou des relations police-population et il finance des recherches dans le domaine de la sécurité intérieure avec le fonds de soutien à l'innovation.
L’IHEMI accueille chaque année en formation courte 2 500 cadres du secteur public et du secteur privé ainsi que 300 auditeurs dans les sessions nationales sur deux sites, l’École militaire et le Fort de Charenton.

## Historique
L'Institut des hautes études du ministère de l'Intérieur (IHEMI) est né de la fusion de l’Institut national des hautes études de la sécurité et de la justice (INHESJ), que dirigeait Hélène Cazeaux-Charles, et du Centre des hautes études du ministère de l’Intérieur (CHEMI), créé en 2010, que dirigeait Jean-Martin Jaspers.
L’Institut national des hautes études de la sécurité et de la justice (INHESJ) avait succédé à l'Institut des Hautes Etudes de la Sécurité Intérieure (IHESI), lui-même créé par Pierre Joxe en 1989. En 2019, le Premier ministre avait annoncé la disparition de l'Institut, entraînant des critiques. Le Premier ministre avait indiqué qu'il s'agissait de  « simplifier le paysage administratif par la réduction du nombre d’instances et de commissions ».
Le ministère de l'Intérieur, historiquement lié à l'INHESJ, avait alors proposé, en janvier 2020, de reprendre ses missions, à la disparition de l'établissement public administratif prévue à la fin de l'année 2020. L'ensemble des missions de formations et de recherche de l'INHESJ sont ainsi reprises par l'IHEMI, avec fusion avec le CHEMI dont la création avait, en 2010, coïncidé avec le rattachement de la gendarmerie nationale au ministère de l’Intérieur, avec pour mission de compléter et consolider les savoirs des cadres dirigeants, civils et militaires, du ministère.
Le premier directeur est le préfet Éric Freysselinard, nommé par arrêté du 29 septembre 2020.
Depuis le 17 Juillet 2024, l'Institut est dirigé par Christophe Soullez.

## Missions
L'IHEMI est chargé :
- d'assurer la formation d'une promotion commune à l'ensemble des directions générales (Police, Gendarmerie, Sécurité civile, Immigration, Renseignement, Sécurité routière) ayant vocation à préparer des futurs cadres dirigeants susceptibles d'accéder aux plus hautes fonctions au sein du ministère de l'intérieur ;
- d'offrir une formation à la gestion de crise ;
- d'organiser des sessions de formation et des coopérations universitaires dans les domaines de la sécurité intérieure, sanitaire, environnementale, économique, de l'intelligence artificielle et de l'administration territoriale, à l'attention de cadres supérieurs issus du secteur public et du secteur privé, et d'élus ;
- d'assurer la valorisation et la diffusion des travaux qu'il conduit ;
- d'assurer une mission de veille, de prospective et d'analyse stratégique sur les sujets intéressant le ministère de l'Intérieur ;
- de participer à la mise en œuvre de la stratégie européenne, internationale et de coopération du ministère de l'Intérieur, en veillant à une coordination étroite avec les organisations partenaires, le ministère des Affaires étrangères, le ministère de la Justice, et le ministère de la Défense de contribuer à la création d'une académie de la sécurité intérieure entièrement numérique[2],[9].

## Formations
Chaque année, les formations de l'IHEMI, allant des sessions nationales aux cycles d'études, accueillent des centaines d'auditeurs. Au cours de ces formations, les participants assistent à des interventions d'experts renommés, effectuent des visites sur le terrain, réalisent des travaux en groupe ou individuels, et participent à des voyages d'études.

### Formations annuelles
Les sessions nationales et les cycles d'études sont organisés en fonction de l'année scolaire. Après consultation de son conseil scientifique, d'experts en sécurité, justice, gestion de crise, protection des entreprises, et intelligence artificielle, ainsi que des retours d'expérience de la communauté des auditeurs et du ministère de l'Intérieur, l'IHEMI met à jour chaque année les différentes thématiques abordées lors des formations dispensées.
Les auditeurs suivent une formation approfondie et continue, avec des séminaires de deux à cinq jours par mois, de septembre à juin. Ces sessions nationales leur permettent également de rencontrer des acteurs clés du monde de la sécurité et de la justice, de visiter des sites inaccessibles au grand public, et d'explorer une approche européenne liée aux thématiques abordées lors de voyages d'études.

#### Session nationale Sécurité et justice
La session nationale "Sécurité et Justice" est une formation unique qui favorise les échanges et les réflexions sur les risques et les menaces auxquels nos sociétés sont confrontées. Elle vise à partager une culture de sécurité et de justice avec une centaine d'auditeurs de haut niveau issus des secteurs public et privé.
Le cursus s'articule autour de trois grands objectifs : 
- expliquer la place et le rôle des acteurs concourant à la sécurité nationale ;
- appréhender les grands enjeux contemporains de la sécurité et de la justice ;
- intégrer à la réflexion les dimensions de complexité, veille, anticipation et résilience.

#### Session nationale Protection des entreprises et intelligence économique
La session nationale "Protection des entreprises et intelligence économique" vise à promouvoir une culture de sécurité, de sûreté, d'intelligence et de souveraineté économique auprès des cadres supérieurs des entreprises privées, ainsi qu'auprès des hauts fonctionnaires impliqués dans la sécurité des entreprises. Cette formation certifiante autorise l'IHEMI à délivrer le titre d'"Expert en protection des entreprises et intelligence économique" (titre de niveau 7 inscrit au répertoire national de la certification professionnelle, soit un niveau Bac +5).
Trois enjeux sont prioritaires : 
- concevoir une politique d'intelligence économique et de sûreté fondée sur la gestion des risques et pleinement intégrée à la stratégie globale de l'entreprise ;
- développer l'ensemble des mesures visant à préserver les intérêts, le savoir-faire et le capital informationnel des entreprises dans ses volets défensifs et promotionnel ;
- favoriser les coopérations entre les acteurs publics et privés de la sûreté.

#### Session nationale Management stratégique de la crise
La session nationale "Management et gestion de crise" est une formation inscrite au titre 7 du Répertoire National des Certifications Professionnelles (RNCP), équivalente à un diplôme de niveau bac+5 en France. Elle s'adresse aux dirigeants de haut niveau des secteurs public et privé souhaitant se préparer à gérer des crises et à élaborer des stratégies pour les prévenir. L'objectif de cette session est de permettre aux participants de mettre en place, au sein de leur structure, une politique efficace de gestion des risques et de réponse aux crises, tout en créant les conditions favorables à une culture de crise adaptée aux contraintes sociales et économiques actuelles.
Son originalité et sa force sont d'inclure les trois dimensions du risque : 
- risque systémique (atteinte des systèmes qui structurent la société) ;
- risque stratégique (décisions relatives aux stratégies, programmes et services où les incertitudes futures sont significatives)
- risque opérationnel (risque de perte dû à des personnes, processus ou systèmes inadéquats ou défaillants, ou résultants d'évènements extérieurs).

### Cycles de formation
Les cycles d'étude de l'IHEMI sont élaborés pour répondre aux besoins des professionnels de haut niveau, en leur offrant une expertise pointue et des outils pratiques pour faire face aux défis contemporains en matière de sécurité, de justice, de gestion de crise et d'intelligence économique. Ces cycles favorisent les échanges entre experts et participants, tout en intégrant des approches innovantes et des perspectives internationales.

#### Cycle des Hautes études du ministère de l'Intérieur
Destiné aux cadres supérieurs à haut potentiel sélectionnés par leurs directions, le Cycle des Hautes Études du Ministère de l'Intérieur accueille des cadres, hommes et femmes, en milieu de carrière (commissaires divisionnaires et généraux de police, officiers supérieurs de la gendarmerie, des armées et de la sécurité civile, administrateurs et sous-préfets hors classe ou ayant au moins dix ans d'ancienneté, IGA). Renouvelé en 2025, ce cycle comprend désormais un tronc commun de deux jours avec le Cycle Supérieur Ariane, axé sur le management et les enjeux d'égalité et de diversité. Deux jours de formation spécifiques au CHEMI suivent, centrés sur la recherche appliquée et la prospective ministérielle. Le cycle se conclut par la production d'un rapport individuel d'expertise, dont le thème et le tuteur sont proposés par les directions d'emploi.
Ce cycle s'organise autour de neuf modules de 4 jours mêlant conférences, interventions d'experts, ateliers pratiques, travaux de groupe et voyages d'étude.

#### Cycle supérieur Ariane
Destiné aux cadres supérieures féminines en début de carrière, le Cycle Supérieur Ariane est renouvelé en 2025. Il diversifie ses thèmes de formation en intégrant désormais un tronc commun de deux jours avec le Cycle des Hautes Études du Ministère de l'Intérieur. Conçu comme un dispositif de montée en compétence et d'accompagnement des jeunes cadres féminines du ministère, le Cycle Supérieur Ariane rénové favorisera les échanges mixtes, intergénérationnels et inter-directionnels entre les auditeurs. Le cycle se conclut par la production d'un rapport collectif.
Ce cycle est composé de séminaires mensuels coorganisés par l'IHEMI, l'ENSP et la Mission innovation, simplification et transformation (MIST) du Secrétariat général du ministère de l'Intérieur.

#### Cycle supérieur d'Intelligence artificielle
Répondant à un besoin croissant d'acquérir des repères en matière d'intelligence artificielle, le Cycle Supérieur de l'Intelligence Artificielle permet aux auditeurs de développer les compétences nécessaires à la mise en œuvre de la feuille de route ministérielle sur l'IA. Cette formation offre aux participants l'opportunité d'échanger avec les plus grands spécialistes français, issus du milieu universitaire ou du secteur privé, et favorise la création d'une véritable communauté de projets et d'échanges au sein de l'administration publique.
L'organisation du cycle comprend cinq modules mensuels de trois jours dont un assuré par la Direction de la transformation du numérique et un autre par Institut national de recherche en sciences et technologies du numérique, un voyage d'étude de cinq jours en Europe et un travail collectif de réflexion sur une thématique préétablie.

#### Cycle de la Citoyenneté
Depuis quatre ans, l'IHEMI propose un cycle dédié aux notions fondamentales de la citoyenneté. Dans une approche pluridisciplinaire et axée sur le terrain, des conférences d'universitaires alternent avec des présentations de bonnes pratiques et d'initiatives fructueuses. Les thèmes abordés incluent successivement : l'État, la souveraineté, l'identité, la précarité, l'exclusion, les inégalités et discriminations, l'immigration, l'intégration, les séparatismes, l'engagement citoyen, le militantisme, ainsi que la participation politique et syndicale.
Le cycle vise ainsi : 
- à étudier les notions fondamentales de la citoyenneté ;
- à assurer un dialogue constructif entre universitaires, experts et praticiens, afin d'apporter aux auditeurs la connaissance d'initiatives de terrain complémentaires des approches scientifiques ;
- à favoriser un partage d'expériences entre auditeurs issus de multiples ministères et de la société civile.